# Cirkus Arena (ophørt)
Cirkus Arena (tidligere ophørte, ikke det nuværende Cirkus Arena) var flere omrejsende danske cirkus.

## Grand Cirkus Arena
En annonce i Viborg Stifttidende den 16. august 1893 reklamerer for Grand Cirkus Arena, som er gæstespil frem til 28. august af et cirkus drevet af Simon Blumenfeld (1828-1911). Sønnen, Alexander Hugo August Blumenfeld (1863-1949), blev senere dansk statsborger.

## Cirkus Arena 1
Cirkus Bruun, der eksisterede fra 1894 til 1904 anvendte blandt andre navne også navnet Cirkus Arena. Det var ikke ualmindeligt at cirkus i tidligere tid skiftede navn fra sæson til sæson – undertiden også i løbet af en sæson. Det kunne være, for at slippe af med et dårligt ry, andre gange fordi folk skulle tro det var noget nyt.

## Cirkus Arena 2
Cirkus Arena nævnet af Samvirkende Idræts-Foreninger Aalborg i 1932 i forbindelse med Aalborg Idrætsuge på Aalborg Stadion.

## Cirkus Arena 3
I 1945 var der også et Cirkus Arena på de danske landeveje. De reklamerede med "12 af Danmarks bedste artistnumre" og "Et sensationsprogram – nyt og enestående". Om forestillingen skrev Vestsjællands Social-Demokrat den 11. maj: "En lille, men kvalitetsmæssig god cirkus havde i går premiere i byen. Til afveksling fra det gængse teltcirkus er dette bygget op i arena-form, hvilket ikke givet den samme intime stemning som et teltcirkus, men som dog har sin charme – når vejret er godt. Premieren i går forløb godt. Publikum var glade for numrene, hvoraf flere er i topklasse."
Sorø Amtstidende skrev den 12. maj, at der var tale om artister, som på grund af de dårlige cirkusforhold selv var rejst ud og spillede på deling. "Der hviler en egen hjemlig hygge over foretagendet. Der er ikke noget egentligt cirkustelt. Man sidder bag et stort teltlærred under åben himmel. De optrædende er meget gode. Udbryderkongen Bernardi, den udmærkede linedanser Carlo Andrew og den smukke Mlle. Georgette med sin filmshund samt den dristige trapezkunstner Kai Svenne."
De svære forhold for artister lige efter krigen var også omtalt i andre aviser. "Det er jo trængselstider af værste art for artisterne – i den sidste tid er det oven i købet blevet så slemt, at de har måttet optræde på gaderne rundt omkring i byerne. Netop for at hjælpe disse artister blev Cirkus Arena oprettet ved hjælp at indsamlede pengebeløb fra forskellige institutioner", skrev Vestsjællands Social-Demokrat den 9. maj. Vendsyssel Tidende skrev den 22. juni: "Et foretagende at sammensluttede artister, som på grund af forholdene ikke har kunnet få engagement i udlandet, drager i øjeblikket på turne i Danmark under navnet det danske Cirkus Arena." Et par dage senere omtalte avisen det som "det lille kooperative cirkusforetagende Cirkus Arena" og skrev, at kernen i foretagendet var en lille, men dygtig trup. Specielt fremhævede de Bernadi, som stammede fra Løkken.
Turneen startede på Sjælland i begyndelsen af maj og fortsatte så efter stop på Fyn til Nordjylland, hvor det var en række forestillinger i juni måned. Artisternes Cirkus Arena turnerede kun denne ene sæson, og vist nok kun i et par måneder.

## Cirkus Rex Arena
I 1953 var der et Cirkus Rex Arena med 12 Donkosakker som hovednummer under ledelse af kosakfyrsten, baron Nicolai Osteletsky. Forestillen foregik på diverse stadioner og andre steder. Turnéen begyndte på Sjælland med premiere på Charlottenlund Travbane den 17. maj. Senere på sæsonen besøgtes en række større jyske byer. I nogle annoncer blev Donkosakkerne omtalt som sensationen fra Københavns og Odenses travbaner. I annoncer lovede man, at pladsen var projektørbelyst, og at forestillingen ville blive gennemført uanset vejret.
Ud over kosakkerne var der også andre artister. I nogle annoncer nævntes Mr. Frog og 5 Stewos. Franz Herman Bruun var sammen med sin hustru og datter også med i nogle af forestillingerne, hvor de skulle lave opvisninger i pauserne mellem kosaknumrene.
Om Cirkus Rex Arena havde forbindelse til det tidligere Cirkus Rex – hvorfor navnet Rex derfor indgik i Arena-navnet – der havde turneret i godt og vel en måned i 1949 inden det krakkede, vides ikke. Det er muligt, at Cirkus Rex også var på landevejene i 1947, hvor et par aviser omtaler det som et af de to nye cirkus.